# Lycée Vitzthum de Dresde
Le lycée Vitzthum de Dresde est une école de la capitale de la Saxe, Dresde.

## Histoire
Lorsque Rudolph Vitzthum von Apolda (de) meurt à Dresde en 1639, sa succession comprend également une somme d'argent de 86 000 florins, qui doit être utilisée pour fonder un lycée.

### Premier bâtiment
Cependant, ce n'est qu'en 1828 qu'un lycée (Lycée de la famille Vitzthum) est fondé, qui est relié à l'"établissement d'enseignement Blochmann" fondé quatre ans plus tôt par Karl Justus Blochmann (de). Cet institut est situé dans la Große Plauische Gasse de Seevorstadt à Dresde. Avec la dissolution de l'"établissement d'enseignement Blochmann" en 1861, le lycée devinet une école indépendante avec son premier recteur, Karl Friedrich Scheibe (de), et reçut le nom de "Lycée Vitzthum". En 1897, l'école devient la propriété de la ville de Dresde.
En 1903, la société de photogravure Römmler & Jonas (de) reproduit huit dessins au crayon du bâtiment de Martin Gebhardt.

### Second bâtiment

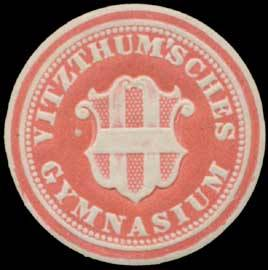
Marque de sceau

Cette école de garçons s'installe en 1904 dans un nouveau bâtiment situé au 9 de la Dippoldiswalder Gasse, dans le centre-ville de Dresde. Au début des vacances d'automne 1944 (vacances de la Saint-Michel), l'école doit être évacuée en trois jours et transférée à l'école de Wettin. Le bâtiment est transformé en hôpital militaire. Mais avant que les cours n'y commencent, le lycée de Wettin est considérablement touché par un bombardement le 7 octobre 1944, le dernier jour des vacances. Il ne reste plus que trois locaux administratifs, si bien qu'un autre déménagement est nécessaire dans la 9e école élémentaire de Georgplatz. Lors des raids aériens sur Dresde des 13 et 14 février 1945, ce bâtiment ainsi que l'école d'origine de la Dippoldiswalder Gasse sont détruits.

### Nouvelle attribution de nom

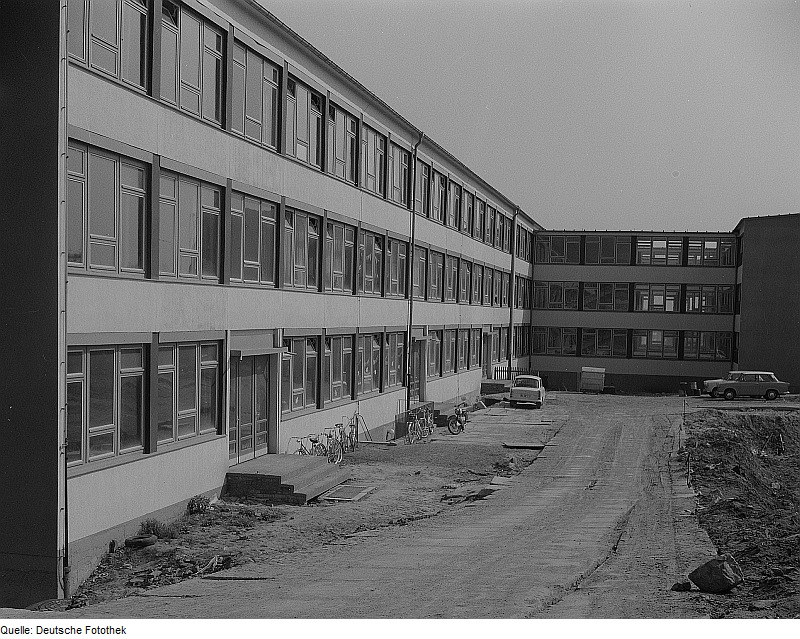
Les 110e et 111e écoles secondaires polytechniques de Dresde-Zschertnitz, construites en 1973/74, accueillent le lycée Vitzthum de 1994 à 2007.

cours de l'année scolaire 1973/74, deux écoles voisines du type Atrium de Dresde (de) sont ouvertes dans la Paradiesstraße de Dresde-Zschertnitz dans le cadre de la construction d'un nouveau quartier résidentiel : la 110e et la 111e école secondaire polytechnique. Celles-ci reçoivent plus tard les noms honorifiques de "Theodor Körner" et "Gottfried Semper". À partir de 1991, ces bâtiments sont utilisés par le nouveau lycée saxon de Dresde-Sud.
Le 11 avril 1994, le nom de "lycée Vitzthum" est solennellement attribué à ce lycée public de la Paradiesstraße, en souvenir de l'ancien établissement, après qu'il n'y ait pas d'école supérieure portant un tel nom à Dresde pendant près de 50 ans. L'attribution du nom est faite à l'initiative des Quondam vitzthumiani, un groupe d'anciens élèves de l'école disparue en 1945.

### Quatrième bâtiment et nouveau bâtiment
En 2007, le lycée Vitzthum déménage derrière la gare principale dans le bâtiment du lycée Fritz-Löffler (de), fermé auparavant, au 18 de la Bernhardstraße. Les bâtiments de la Paradiesstraße sont démolis au profit d'une nouvelle construction et un nouveau bâtiment scolaire y est érigé de septembre 2008 à août 2010, pour un montant d'investissement d'environ 19 millions d'euros. Une semaine de festivités à l'occasion de la réouverture du lycée Vitzthum à Zschertnitz permet de célébrer du 16 au 20 août 2010 "l'entrée au paradis" (allusion au nouveau/ancien emplacement de l'école dans la Paradiesstraße).

## Profil de l'école
L'école propose un profil artistique, scientifique et, depuis 2015/2016, un profil en sciences sociales.

## Personnalités

### Directeurs
- Karl Friedrich Scheibe (de) (1812-1869), recteur 1861-1869
- Ernst Ziel (1818–1899), recteur 1870–1885
- Julius Adolf Bernhard (de) (1841-1924), recteur 1885-1908
- Richard Wagner (de) (1860-1937), recteur 1908-1924
- Gustav Johannes Kleinstück (1884–1958), recteur 1924–1945

### Professeurs
- Carl Eduard Hering (de) (1807–1879), organiste et compositeur
- Arnold Dietrich Schaefer (de) (1819–1883), historien
- Alfred Fleckeisen (de) (1820–1899), philologue
- Wilhelm Crecelius (de) (1828–1889), historien
- Rudolf Kögel (de) (1829–1896), théologien protestant
- Hermann Dunger (de) (1843-1912), germaniste
- Edmund Götz (de) (1891-1968), peintre et graphiste

### Élèves
Parmi les Quondam vitzthumiani figurent les personnalités suivantes :
- Philipp zu Eulenburg (1847-1921), diplomate et homme d'État prussien
- Ludwig von Plessen-Cronstern (de) (1848-1929), diplomate prussien
- Adolphe-Frédéric V (1848-1914), grand-duc de Mecklembourg-Strelitz
- Hermann von Broizem (de) (1850-1918), général de cavalerie saxon, commandant militaire en Saxe
- Oskar von Dolega-Kozierowski (de) (1850-1928), administrateur de l'arrondissement du duché de Lauenbourg et président du district de Schleswig
- Frédéric-François III (1851–1897), grand-duc de Mecklembourg-Schwerin
- Gonthier-Victor de Schwarzbourg (1852–1925), régent
- Theodor von Richter (de) (1852-1925) (jusqu'en 1864), homme politique d'État, baron russe
- Jean-Albert de Mecklembourg (1857–1920), régent de Mecklembourg-Schwerin et Brunswick
- Heinrich Sturm (de) (1860-1917) (diplômé en 1879), avocat, homme politique, maire de Chemnitz
- Franz Pfaff (de) (1860–1926), pharmacologue à la Harvard Medical School
- Karl Max von Lichnowsky (1860–1928) (diplômé du lycée en 1882), diplomate allemand et ambassadeur en Grande-Bretagne
- Friedrich Krug von Nidda und von Falkenstein (de) (1860-1934), avocat, fonctionnaire et homme politique (DNVP)
- Heinrich Braun (1862-1934) (diplômé en 1881), chirurgien
- Eduard Stucken (de) (1865-1936), poète, dramaturge et romancier
- Georg Kelling (de) (1866-1945) (diplômé du lycée en 1885), interniste et gastro-entérologue, inventeur de la laparoscopie
- Fritz Oertel (de) (1866-vers 1929), avocat (juge de district) et écrivain
- Frédéric-Guillaume de Mecklembourg (de) (1871–1897), lieutenant impérial en mer et commandant du torpilleur chaviré S 26
- Franz Schieck (de) (1871-1946), médecin et professeur d'ophtalmologie
- Henri de Mecklembourg (1876-1934), prince des Pays-Bas
- Frédéric-François IV (1882-1945), grand-duc de Mecklembourg-Schwerin
- Adolphe-Frédéric VI (1882-1918), grand-duc de Mecklembourg-Strelitz
- Wilhelm von Hohenau (de) (1884–1957), cavalier de tournoi et de course, médaillé de bronze en saut d'obstacles par équipe aux Jeux olympiques de Stockholm de 1912, entraîneur de l'équipe allemande de polo
- Peter Reinhold (1887–1955), éditeur et homme politique (DDP)
- Henri XLV Reuss branche cadette (1895-1945), prince
- Walter Spies (1895-1942), musicien et peintre
- Max Nitzsche (de) (né en 1915), journaliste
- Jürgen Eick (de) (1920–1990), journaliste, co-rédacteur en chef du Frankfurter Allgemeine Zeitung
- Friedrich Hermann Schubert (de) (1925-1973), historien
- Hanno Sachsse (de) (1927–2006), scientifique forestier et scientifique du bois
- Friedrich Karl Fromme (de) (1930–2007), journaliste